# アシガバート・オリンピック・スタジアム
アシガバート・オリンピック・スタジアム（トルクメン語: Saparmyrat Türkmenbaşy adyndaky Olimpiýa Stadiony）は、トルクメニスタンの首都アシガバートにある多目的スタジアムであり、トルクメニスタンの国立競技場である。

## 概要
オリンピック・スタジアムの名が付いているが、オリンピックの開催のために設立されたわけではなく、オリンピックで使用されたわけでもない。収容人数は30,000人。主にサッカーの試合に用いられ、サッカートルクメニスタン代表のホームスタジアムとして利用される。2007年、政府が改修及び拡張工事を行うことを決定。新しいスタジアムの収容人数は60,000人になる予定である。

## 交通アクセス
アシガバート空港よりタクシーで約5分。